# Bart the Cool Kid
«Bart the Cool Kid» (titulado «Bart, el niño cool» en Hispanoamérica y «Bart, el chico guay» en España) es el decimoquito episodio de la trigésimatercera temporada de la serie de televisión de animación estadounidense Los Simpson, y el 721 en total. Se emitió en los Estados Unidos en Fox el 20 de marzo de 2022. El episodio fue dirigido por Steven Dean Moore y escrito por Ryan Koh.
En este episodio, Bart ayuda a diseñar un nuevo par de zapatillas después de ser humillado cuando Homer le da unas falsificadas mientras Homer y otros hombres de mediana edad intentan llevar ropa más a la moda. Michael Rapaport y The Weeknd actuaron como estrellas invitadas. El episodio recibió críticas positivas.

## Trama
Bart quiere un par de nuevas zapatillas de edición limitada llamadas Slipremes, promocionadas por un niño influyente llamado Orion Hughes. Homer va a comprarlas, pero se siente intimidado por la larga espera y el elevado precio, y en su lugar compra unas piratas a su amigo Mike Wegman. Bart no se da cuenta y, cuando se los pone en el colegio, se le estropean enseguida. Va a devolverlos a la tienda Slipreme, donde es filmado y avergonzado por varios tenderos. Homer alcanza a Bart e intenta detenerlo, pero por error le arranca los pantalones, dejando al descubierto su ropa interior. Humillado, Bart sale corriendo de la tienda y acusa a Homer de no ser guay. Al día siguiente, Orion visita a Bart y le trae auténtica mercancía Supreme como regalo de disculpa.
Bart se entera de que Orión no sabe patinar y empieza a enseñarle. Orion, conmovido por la experiencia de tener una amistad genuina en lugar de vender productos, diseña con él una zapatilla de edición limitada «Bartman One». Mientras tanto, Homer se pone un abrigo Slipreme y Mike le hace un cumplido, lo que aumenta su confianza. Homer regala ropa nueva a sus amigos de Moe's, y el estilo Slipreme se hace popular entre los adultos de mediana edad. Bart y Orion temen que la marca deje de estar de moda. Esa noche, Bart se enfrenta a Homer, que planea asistir a la fiesta de lanzamiento de Bartman Uno.
En la fiesta, Bart y Orion esperan nerviosos la llegada de Homer y sus amigos de mediana edad. Bart llama a Marge, que llega para tranquilizar a Homer diciéndole que debe ser él mismo, en lugar de sentirse alguien mejor por la ropa que lleva. Homer desvía al resto de adultos hacia un museo de historia de la aviación, y Bart le da las gracias por salvar la fiesta y mantener la marca intacta. Sin embargo, los Bartman Ones ya están agotados. Homer compra un par de ellos a Mike, con una calidad de mala calidad similar; sin embargo, esta vez, Bart no se molesta. Durante los títulos de crédito, el padre de Orion revela que en realidad es un clon, ya que temía que nunca llegaría a querer a un hijo tanto como a sí mismo.

## Producción
En 2020, mientras promocionaba el episodio de American Dad! que coescribió y en el que participó como estrella invitada, The Weeknd expresó su interés por trabajar en Los Simpson. Se puso en contacto con los productores y le dieron el papel de Orion y de su padre, que tienen cualidades similares a las de The Weeknd. Michael Rapaport retomó su papel de Mike Wegman en el mismo episodio.

## Recepción

### Audiencia
El episodio obtuvo una audiencia de 0,29 y fue visto por 1,04 millones de espectadores, siendo el segundo programa más visto de Fox esa noche.

### Respuesta de la crítica
Tony Sokol de Den of Geek concedió al episodio 4 de 5 estrellas y declaró: «Como señala Lisa, lo guay es arbitrario y cambia constantemente. Los Simpson solían ser guays, pero cambian en incómodas rachas de crecimiento. El enfrentamiento generacional merece algo más que un discurso de Marge y un viaje al Museo de la Aviación, pero el último segmento hace que 'Bart, el Chico Guay' suba media estrella. Es completamente inesperado, tanto como giro añadido como concepto en sí mismo. Es divertido y une todos los pequeños detalles como los cordones de una zapatilla de deporte muy chula».
Marcus Gibson de Bubbleblabber dio al episodio un 8 sobre 10 afirmando: «En general, "Bart the Cool Kid" es otro episodio genial en la consistentemente fuerte temporada de la serie. Tiene un par de elementos sin sentido que le impiden alcanzar la cima de su "medidor de popularidad". A pesar de eso, el episodio continúa con la fuerza de mostrar la relación de la serie entre padre e hijo, a pesar de que las tendencias que implican influencers online, gifs y memes pasan a un segundo plano la mayor parte del tiempo».